# Liolaemus disjunctus
Liolaemus disjunctus är en ödleart som beskrevs av  Laurent 1990. Liolaemus disjunctus ingår i släktet Liolaemus och familjen Tropiduridae. Inga underarter finns listade i Catalogue of Life.